# بولتون (فيرمونت)
بولتون (بالإنجليزية: Bolton, Vermont)‏ هي بلدة تقع بولاية فيرمونت في الولايات المتحدة. تبلغ مساحتها 110.8 (كم²)، وترتفع عن سطح البحر 492 م، بلغ عدد سكانها 971 نسمة في عام 2000 حسب إحصاء مكتب تعداد الولايات المتحدة وتصل الكثافة السكانية فيها 8.8 نسمة/كم2.

## أعلام
- جورج ويلارد

## وصلات خارجية
- boltonvt.com
- The US50 - Cities and Towns in Vermont State
- Vermont Cities and Towns, Facts, Map, Flag, Colleges, Government, and More